# بانک هاوایی
بانک هاوایی (انگلیسی: Bank of Hawaii) شرکت خدمات مالی و بانکداری آمریکایی است، که در سال ۱۸۹۷ تأسیس شد.